# 樋口卓治
樋口 卓治（ひぐち たくじ、1964年10月22日 - ）は、日本の放送作家。北海道出身。古舘プロジェクト所属。

## 人物
元々、雑誌社で他社の広告をリサーチするアルバイトを行っていた。その際「古舘プロジェクト」の作家募集広告を目にし、24歳で古舘プロジェクト入社。しかしそのときは次点合格であり、主に雑用・リサーチの仕事がメインであった。現在も放送作家のトップクラスであり十数本のレギュラー番組を抱える。
一方では古舘プロジェクト主催の放送作家養成セミナー「アングル」を主催し、講師を務めている。代表作はさんまのSUPERからくりTVの「からくりビデオレター」、学校へ行こう!MAX、ガチンコ!、ココリコミラクルタイプ。今までで一番大きかった仕事はデビュー当時手がけていたF1グランプリ。
TBSとフジテレビの番組を多数手がけ、素人を生かす構成や日常的なシチュエーションを得意とする。

## 受賞歴
- 第106回ザテレビジョンドラマアカデミー賞 脚本賞（『共演NG』、大根仁と共同）[1]

## 担当番組

### 現在の担当番組
- クイズプレゼンバラエティー Qさま!!（テレビ朝日）
- 池上彰のニュースそうだったのか!!（テレビ朝日）
- 林修の今でしょ!講座→林修のレッスン!今でしょ→林修の今、知りたいでしょ!（テレビ朝日）
- 帰れまサンデー→帰れマンデー見っけ隊!!（テレビ朝日）
- 中居正広のニュースな会→中居正広のキャスターな会→中居正広の土曜日な会  (テレビ朝日)
- 楽しく学ぶ！世界動画ニュース (テレビ朝日)
- 証言者バラエティ アンタウォッチマン! (テレビ朝日)

### 過去の担当番組
- F1グランプリ
- さんまのSUPERからくりTV（TBS）
- ガチンコ!（TBS）
- 学校へ行こう!→学校へ行こう!MAX（TBS）
- とんねるずのみなさんのおかげでした（フジテレビ）
- クイズ赤恥青恥（テレビ東京）
- ココリコミラクルタイプ（フジテレビ）
- デリバリー・スマップ デリ!スマ（フジテレビ）
- 恋のバカヤロー! (TBS)
- 優香&ビビアンのムチャ修行!（中京テレビ）
- ハッピーボーイズアワー爆笑おすピー問題!（フジテレビ）
- 爆笑問題の楽しい地球（フジテレビ）
- 100%キャイーン（フジテレビ）
- ザ・レターズ〜家族の愛にありがとう（フジテレビ）
- 最強運芸能人決定戦。（フジテレビ）
- 新すぃ日本語→新すぃ○○!（TBS）
- フューチャービーンズ〜みらい豆（毎日放送）
- ディスカバ!99→ぶっちゃけ!99（TBS）
- 爆笑問題のバク天!（TBS）
- 島田検定!! 国民的潜在能力テスト（TBS）
- リンカーン（TBS）
- ネプベガス→ネプ理科（TBS）
- ブログタイプ（フジテレビ）
- ジャンプ!○○中（フジテレビ）
- アドレな!ガレッジ（テレビ朝日）
- ドリーム・プレス社（TBS）
- 週刊オリラジ経済白書（日本テレビ）
- ザ・クイズマンショー（テレビ朝日）
- 快感MAP→大胆MAP（テレビ朝日）
- 賢コツ!!（テレビ朝日）
- ランキンの楽園（毎日放送）
- ワンステップ!（TBS）
- ひみつのアラシちゃん（TBS）
- Directors TV（テレビ朝日）
- 天才をつくる!ガリレオ脳研（テレビ朝日）
- 今すぐ使える豆知識 クイズ雑学王（テレビ朝日）
- 紳助社長のプロデュース大作戦!（TBS）
- ファミ☆ピョン（TBS）
- そうだったのか!学べるニュース（テレビ朝日）
- 中居正広の怪しい本の集まる図書館（テレビ朝日）
- ピカルの定理（フジテレビ）
- 森田一義アワー 笑っていいとも!（フジテレビ、水曜日担当）
- 中居正広のミになる図書館（テレビ朝日）
- 久保みねヒャダこじらせナイト（フジテレビ、ブレーン）
- キス濱テレビ（テレビ朝日）
- ストライクTV（テレビ朝日）
- 言いにくいことをハッキリ言うTV（テレビ朝日）
- もてもてナインティナイン（TBS）
- もしものシミュレーションバラエティー お試しかっ!（テレビ朝日）
- 関ジャニの仕分け∞（テレビ朝日）
- Kis-My-Ft2 presents オフィスラーニングバラエティ OLくらぶ（テレビ朝日）
- 初めて○○やってみた（テレビ朝日）
- もしもツアーズ（フジテレビ）
- ヨルタモリ（フジテレビ）
- あの遊びをバージョンアップ! キスマイGAME（テレビ朝日）
- タカアンドトシの道路バラエティ!? バスドラ（テレビ朝日）
- 女の体当たりサーチ番組 なぜ?そこ?（テレビ朝日、コンセプト）
- ブラマヨとゆかいな仲間たち アツアツっ!（テレビ朝日）
- キスマイ魔ジック（テレビ朝日）
- 橋下×羽鳥の番組（テレビ朝日）
- お坊さんバラエティ ぶっちゃけ寺（テレビ朝日）
- 万年B組ヒムケン先生（TBS）
- トーキングフルーツ（フジテレビ）
- フルタチさん（フジテレビ）
- キスマイレージ  (テレビ朝日)
- おしゃべりオジサンと怒れる女  (テレビ東京)
- 世界ルーツ探検隊  (テレビ朝日)
- HTB開局40周年記念「〜ありがとう40年〜全部たしたら10時間!ユメミル広場に大集合!!」（北海道テレビ）
- 離婚なふたり（テレビ朝日）-脚本
- 真夏の少年〜19452020  (テレビ朝日)   - 脚本
- かみひとえ (テレビ朝日）
- 共演NG（テレビ東京） - 脚本
- ぴったんこカン・カン（TBS）
- 人名探究バラエティー 日本人のおなまえっ!（NHK総合）
- トモダチゲームR4 （テレビ朝日） - 脚本
- お願い!ランキング（テレビ朝日）
- グッド!モーニング（テレビ朝日）
- 中居正広の金曜日のスマイルたちへ（TBS）

### 著書
- ボクの妻と結婚してください。（2012年11月 講談社/2015年2月 講談社文庫）
- 失敗屋ファーザー（2013年10月 講談社）
  - 【改題】『もう一度、お父さんと呼んでくれ。』（2016年4月 講談社文庫）
- 天国マイレージ（2015年2月 講談社）
  - 【改題】『続・ボクの妻と結婚してください。』（2016年10月 講談社文庫）
- ファミリーラブストーリー（2016年9月 講談社文庫）
- 喋る男（2020年8月 講談社文庫）
- 危険なふたり（2023年4月 幻冬舎）